# San Hilario (Formosa)
San Hilario es una localidad argentina de la provincia de Formosa, dentro del departamento Formosa. Se accede por la ruta provincial 5, que la vincula al norte con la ruta nacional 81 y al sur con San Francisco de Laishí.
Su suelo es llano, cubierto de bosques y palmeras. Está rodeada de esteros, dejando pocas hectáreas aptas para la agricultura; la principal actividad económica es la ganadería. Entre los esteros pueden contarse El Gallego, González, Magai, Nutria, y la LagunaApa susu, donde se realiza avistamiento de aves, reptiles y carpinchos.

## Población
Cuenta con 583 habitantes (Indec, 2010), lo que representa un descenso del 7,5% frente a los 630 habitantes (Indec, 2001) del censo anterior.
| Gráfica de evolución demográfica de San Hilario entre 1991 y 2010 |
|                                                                   |
| Fuente: Censos nacionales del INDEC                               |

## Enlaces Relacionados
- Coord.geográficas + imágenes NASA, Google

- Datos: Q9073469